# Elhaida Dani
Elhaida Dani (albansko: [ɛlˈhajda daˈni]), albanska pevka, besedilopiska, skladateljica in igralka * 17. februar 1993, Skader, Albanija.

## Zgodnje življenje
S petjem je začela pri štirih letih, nato pa se je začela učiti klavirja. Kasneje je študirala muzikologijo na Univerzi za umetnost v Tirani. Decembra 2011 je poskušala zastopati Albanijo na Pesmi Evrovizije 2012. Nastopila je s pesmijo »Mijëra vjet«, vendar je na nacionalem izboru zasedla zadnje mesto z 0 točkami. Junija 2012 je bila s pesmijo »S'je më« izbrana za zmagovalko devete sezone Top Festa.

## Kariera
Marca 2013 je sodelovala v prvi sezoni oddaje The Voice of Italy s pesmijo »Mamma Knows Best«. Prepričala je vse štiri sodnike, vendar si je za mentorja izbrala Riccarda Coccianteja. V finalu konec maja 2013 je zmagala z več kot 70 % vseh telefonskih glasov. Kasneje istega leta je podpisala pogodbo z italijansko glasbeno založbo Universal Music. Leta 2016 sta jo Riccardo Cocciante in Luc Plamondon povabila za vlogo Esmeralde v muzikalu Notre Dame de Paris. Z vlogo je pridobila veliko popularnost v Italiji in Franciji.

### Pesem Evrovizije 2015
Oktobra 2014 je bilo objavljeno, da je Dani tekmovala na 53. tekmovanju Festivali i Këngës s pesmijo »Diell«. Na festivalu je zmagala in postala predstavnica Albanije na Pesmi Evrovizije 2015. Kasneje je svojo tekmovalno pesem zamenjala. Na Pesmi Evrovizije je nato nastopila s pesmijo »I'm Alive«. V finalu je končala na 17. mestu s 34 točkami.

## Diskografija

### Studijski albumi
| Elhaida Dani                                                                         | - Objavljeno: 1. januara 2013 - Založba: Universal Music - Formati: CD, digitalni prenos          | 28 |
| Zanin                                                                                | - Objavljeno: 20. septembra 2021 - Založba: Samozaložba - Formati: digitalni prenos in pretakanje | —  |
| »—« označuje posnetek, ki se ni uvrstil na lestvico ali ni bil izdan na tem ozemlju. |                                                                                                   |    |

### Pesmi
| Naslov                                     | Leto | Album ali EP |
| ------------------------------------------ | ---- | ------------ |
| »Fjala e fundit«                           | 2008 | —            |
| »Si asnjëhere«                             | 2010 |              |
| »Mijëra vjet«                              | 2011 |              |
| »S'je më«                                  | 2012 |              |
| »Baciami e basta«                          | 2013 | Elhaida Dani |
| »When Love Calls Your Name«                | 2013 | Elhaida Dani |
| »Diell«                                    | 2014 | —            |
| »I'm Alive«                                | 2015 |              |
| »Më mbaj« (skupaj z Dj Olti)               | 2017 |              |
| »E ngrirë«                                 | 2017 |              |
| »Let It Go (Lascerò)« (skupaj z Nathaniel) | 2018 |              |
| »Zanin«                                    | 2021 | Zanin        |
| »Jam betu«                                 | 2021 | Zanin        |
| »Amore«                                    | 2021 | Zanin        |
| »Kënga jonë«                               | 2021 | Zanin        |
| »Hajmali«                                  | 2021 | Zanin        |